# Mevo
Mevo – system bezobsługowych wypożyczalni rowerów miejskich, którego działanie w Obszarze Metropolitalnym Gdańsk-Gdynia-Sopot rozpoczęło się 26 marca 2019 r. i zawieszone zostało 29 października 2019 r.

## Historia
18 czerwca 2018 14 gmin z Obszaru Metropolitalnego Gdańsk-Gdynia-Sopot podpisało umowę z firmą NB Tricity na uruchomienie roweru metropolitalnego. Wcześniej, w drodze konkursu, System Roweru Metropolitalnego otrzymał nazwę MEVO. System docelowo miał składać się z 4080 rowerów wspomaganych elektrycznie, dostępnych na ulicach Gdańska, Gdyni, Sopotu, Tczewa, Pucka, Redy, Kartuz, Sierakowic, Somonina, Stężycy, Władysławowa, Żukowa, Pruszcza Gdańskiego i Rumi. Projekt o wartości 40 mln zł i przewidywanym czasie trwania 6 lat dofinansowany został ze środków UE kwotą 17 mln zł.
Zgodnie z umową system miał zostać uruchomiony 18 listopada 2018 z 1224 dostępnymi rowerami: w Gdańsku 668, Gdyni 341, Sopocie 51, Tczewie 48, Pruszczu Gdańskim 28, Rumi 24, Kartuzach 18, Redzie 12, Władysławowie 9, Pucku 7, Stężycy i Żukowie po 6, Sierakowicach 5 i Somoninie 3. Po osiągnięciu docelowego stanu pojazdów proporcje w rozlokowaniu rowerów miały być zachowane. Na skutek opóźnień w montażu stacji i dostawie rowerów system miał być uruchomiony 18 stycznia 2019 roku (1200 rowerów), a w 100% – 1 marca 2019. Po testowym rozruchu systemu okazało się, że nie jest on gotowy do uruchomienia (wystąpiły problemy m.in. z aplikacją mobilną i naliczaniem opłat). W związku z tym start I etapu systemu został przełożony. Jednocześnie wykonawca poinformował, że nie zmieniła się data startu II etapu, tj. 1 marca 2019. 12 lutego firma Nextbike ponownie zgłosiła gotowość do uruchomienia systemu, jednak system miał wystartować dopiero w marcu (razem z II etapem). Ostatecznie jednak data 1 marca 2019 nie została dotrzymana. 14 marca po testach z mieszkańcami Trójmiasta ogłoszono, że system wystartuje 26 marca 2019 roku (początkowo 30% floty – 1224 szt.)

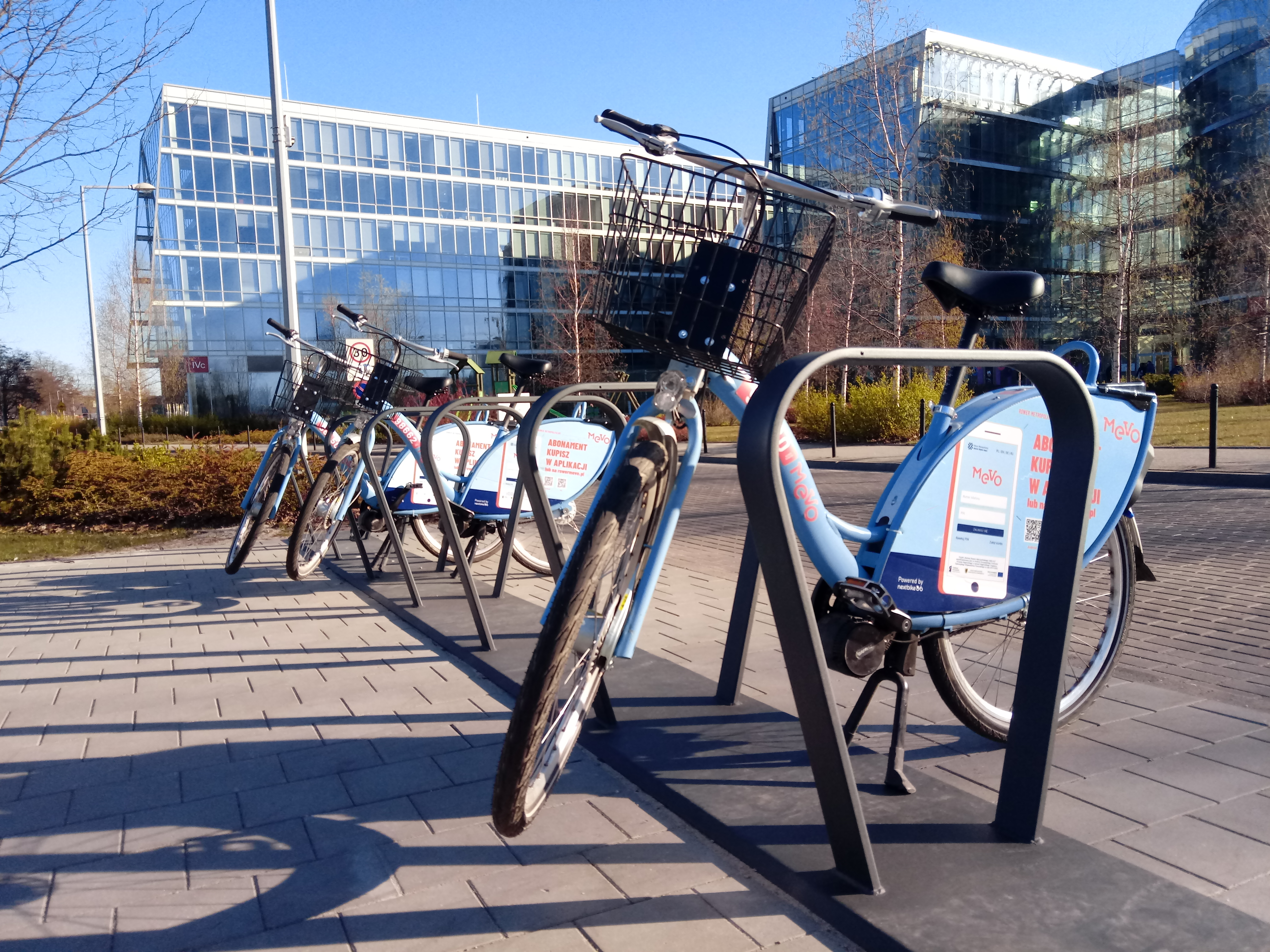
Rowery na stacji dokującej przed Pomorskim Parkiem Naukowo Technologicznym w Gdyni

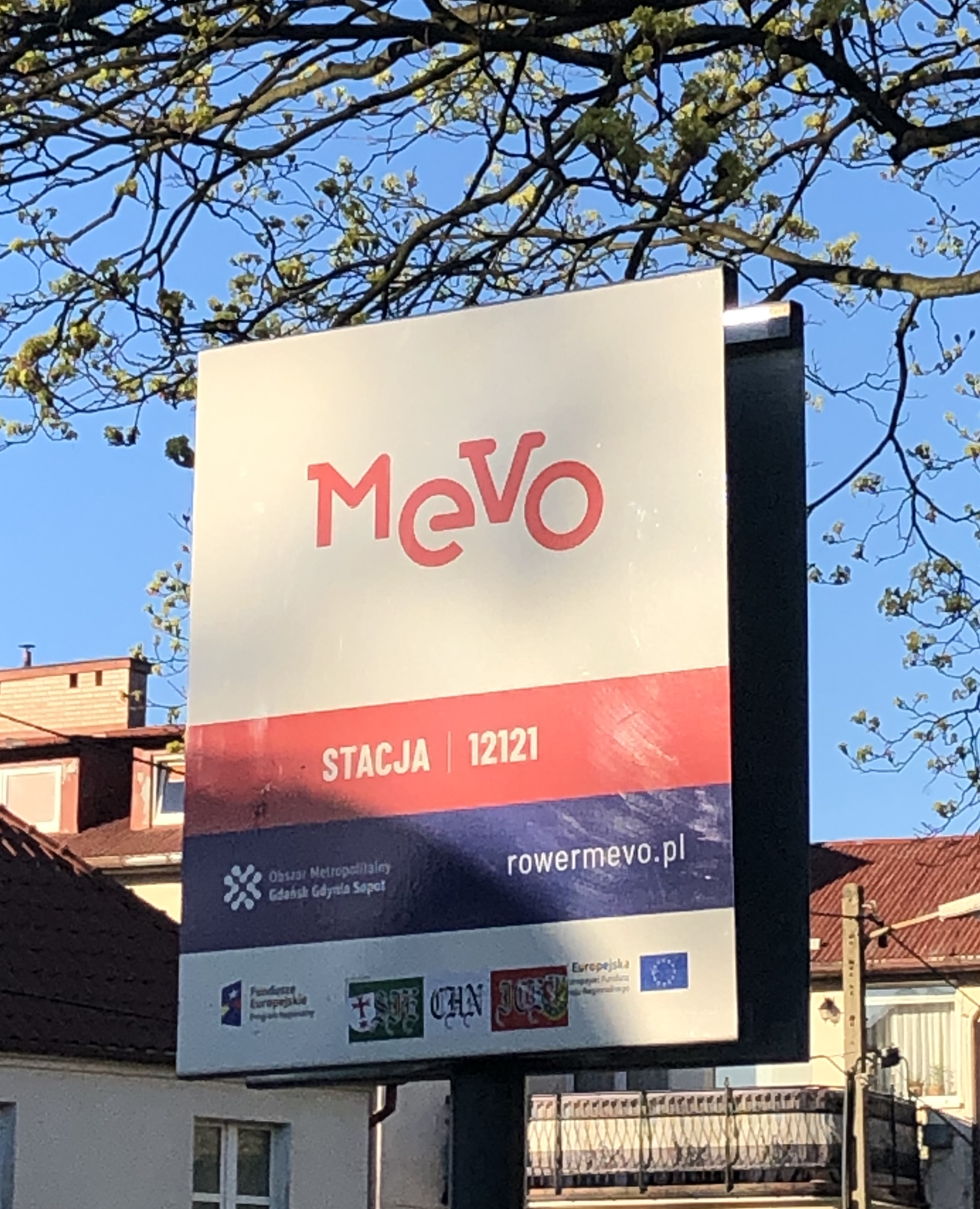
Znak na stacji Mevo

W czasie jazd testowych media zwróciły uwagę na znaczną masę roweru i krótką żywotność baterii. Do zalet zaliczono natomiast: funkcjonalność aplikacji oraz strony internetowej, możliwość oddania roweru w dowolnym miejscu (za dodatkową opłatą) oraz jego rezerwacji na 15 min (co gwarantuje pewność skorzystania z systemu).
Opłata miesięczna w abonamencie umożliwiała 90 min. jazdy każdego dnia i wynosiła 10 zł (roczny abonament – 100 zł). Po przekroczeniu limitu stawka wynosiła 5 gr za minutę.
Z powodu problemów z ładowaniem baterii (28 marca 2019 w systemie dostępnych było zaledwie 150 z 500 rowerów umieszczonych w Gdańsku), 31 marca 2019 eksploatacja systemu na 1 dzień została zawieszona.
5 kwietnia 2019 operator zawiesił z kolei możliwość aktywowania założonych kont i dokonywania płatności, motywując to niemożnością sprostania obsłudze tak popularnego systemu (ponad 10 tys. wypożyczeń dziennie po 1 kwietnia 2019, ogółem 90 tys. wypożyczeń do 4 kwietnia 2019 włącznie i ponad 60 tys. zarejestrowanych użytkowników). W efekcie dokonano czasowego ograniczenia przyrostu liczby użytkowników i kolejnych wypożyczeń, które skutkowały niemożnością zapewnienia usługi o zakontraktowanej jakości. Operator nie potrafił ponadto uporać się ze skutkami wandalizmu, niewłaściwego użytkowania rowerów (wystąpiło np. dużo przypadków wyłamywania nóżek, będącego skutkiem siadania na rowerze przed ich złożeniem), czy dużej liczby przebitych opon. Przy obsłudze systemu po stronie operatora pracowało w tym czasie ponad 100 osób. 24 kwietnia 2019 umożliwiono dokonywanie kolejnych płatności już zarejestrowanym użytkownikom, ale z limitem 20 tys. wpłat. W efekcie zamówione w pierwszym etapie 1200 rowerów było dostępnych jedynie w dniu otwarcia. 27 kwietnia 2019 dostępność jednośladów sięgała zaledwie 47 proc. (w tym w Sopocie 37 proc., w Gdańsku i Gdyni – po 51 proc.). Problemów uniknięto jedynie w Tczewie, gdzie spółka NB Tricity oddała wymianę baterii w ręce Tczewskich Kurierów Rowerowych.
Trudności w eksploatacji systemu spowodowały pojawienie się opinii, że przyjęte rozwiązania (w 100% rowery elektryczne, wymagające znacznie większych nakładów na serwis niż przy rowerze tradycyjnym) uniemożliwiają finansowe zbilansowanie się projektu.

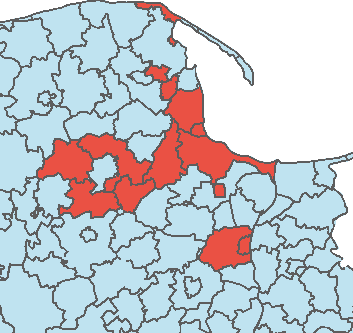
Gminy, na terenie których działa Mevo. Zaznaczony obszar nie pokrywa się w całości z obszarem funkcjonowania systemu

W początku maja 2019 władze Obszaru Metropolitalnego Gdańsk-Gdynia-Sopot podały do wiadomości, że nie rozważają wypowiedzenia umowy z Nextbike Polska, pomimo tego, że wartość naliczonych kar umownych przekroczyła 4 mln 543 tys. zł, w tym:
- za opóźnienie pierwszego etapu – 900 tys. zł
- za opóźnienie drugiego etapu – 600 tys. zł
- dostępność rowerów na poziomie 90-95 proc. zadeklarowanej liczby 1224 dostępnych – 5 tys. zł x 1 dzień
- dostępność rowerów na poziomie 50-90 proc. – 10 tys. zł x 7 dni
- dostępność rowerów na poziomie poniżej 50 proc. – 100 tys. zł x 20 dni
- wyłączenie modułu płatności – 100 tys. zł x 7 dni
- nieodpowiednią relokację – 51,7 tys. zł
- niedziałające oprogramowanie – 10 tys. zł x 20 dni
- nienależyte wykonanie umowy „606” – 39 zł x 20 dni
- nieprzesłanie w terminie raportów finansowych – 500 zł x 10 dni[18].

Pierwsza transza płatności dla spółki NB Tricity wynosiła 9 mln zł minus 900 tys. zł kar za opóźnienie startu systemu. Umowa była gwarantowana sumą 10% wartości kontraktu (ok. 4 mln zł), a w jej ramach po dostarczeniu rowerów operator miał zainkasować 75% środków za 6 lat działania systemu (30 mln zł). Całkowita wartość kontraktu wynosiła 40 mln zł, choć szacowane pierwotnie koszty eksploatacji systemu szacowano na 56 mln zł.
30 maja 2019 zawieszona została możliwość rezerwacji jednośladów (dotąd można było jej dokonywać na 15 min. bez ograniczeń ilościowych). Od 14 sierpnia 2019 rezerwacja była możliwa do trzech razy na dobę tylko na 5 minut.
Pomimo trudności w eksploatacji systemu, w maju 2019 swój akces zgłosiły Gmina Kosakowo i Gmina Kolbudy.
14 czerwca 2019 do systemu włączono kolejnych 200 rowerów. Pełna realizacja zamówienia miała nastąpić przed 18 sierpnia 2019, jednak po raz kolejny do tego nie doszło. Wszystkie zamówione dla Trójmiasta rowery zostały wyprodukowane dopiero w październiku 2019.
4 października 2019 Nextbike Polska podał do publicznej wiadomości, że jego spółka NB Tricity podjęła negocjacje z wierzycielami w ramach postępowania restrukturyzacyjnego. Spółka chciała umorzenia 90 proc. długu i uzyskania możliwości spłaty pozostałej części w 12 ratach. W II kwartale 2019 operator systemu wykazał bowiem stratę netto, wynikającą z wyższych od szacowanych kosztów uruchomienia Mevo oraz nałożenia kar za opóźnienia w jego realizacji. Władze Obszaru Metropolitalnego Gdańsk-Gdynia-Sopot odrzuciły jednak możliwość umorzenia kar nałożonych na operatora.
29 października 2019 z powodu niewypłacalności NB Tricity, Obszar Metropolitalny Gdańsk-Gdynia-Sopot wypowiedział operatorowi umowę na eksploatację systemu roweru metropolitalnego. W rezultacie jeszcze tego samego dnia system przestał działać, a 30 października 2019 spółka wystąpiła do sądu z wnioskiem o upadłość. W związku z problemami związanymi z MEVO umowa o dofinansowanie została rozwiązana, a środki przekazane na projekty realizowane przez OMGGS związane z rozwojem węzłów integracyjnych. Pozwoliło to uchronić dotację unijną przed jej utratą.
W grudniu 2019 Obszar Metropolitalny zaprosił kilkunastu potencjalnych oferentów do dialogu technicznego, mającego na celu zebranie informacji na temat najnowszych i najkorzystniejszych rozwiązań technologicznych, prawnych, organizacyjnych, ekonomicznych i logistycznych związanych z funkcjonowaniem roweru Mevo. Pozostawiony po operatorze majątek (1224 rowery, 660 stacji oraz aplikacja IT) stanowi własność OMGGS, który deklaruje wznowienie funkcjonowania systemu.
Wiosną 2020 do dialogu konkurencyjnego w sprawie reaktywacji systemu zgłosiło się polsko-czeskie konsorcjum firm BikeU i Freebike (operator rowerów elektrycznych w Londynie), hiszpańska firma Marfina (właściciel marki Movienta obecnej w Paryżu i Barcelonie) z polską Geovelo jako podwykonawcą oraz Nextbike Polska, który odpowiadał za nieudane wdrożenie roweru metropolitalnego. Oferta tej firmy została wykluczona przez zamawiającego, jednak Krajowa Izba Odwoławcza nakazała przywrócenie jej w toku toczącego się postępowania. We wrześniu 2020 szacowano, że system zostanie ponownie oddany do użytku jesienią 2021. Tym razem zakładano, że w liczącym ponad 4 tys. rowerów systemie tysiąc pozbawionych będzie wspomagania, kontrakt z operatorem zostanie zawarty na sześć lat, ładowanie baterii odbywać się będzie w sposób zdecentralizowany, a koszt abonamentu nie przekroczy 30 zł. Ostatecznie jednak postępowanie zmierzające do reaktywacji systemu w kwietniu 2021 zostało unieważnione, a miesiąc później wszczęto nowe, jednak w tym wypadku złożone oferty przekroczyły możliwości zamawiającego (City Bike Global ponad 159 mln zł, konsorcjum firm BikeU i Freebike 359 mln zł). Ostatecznie jednak, u schyłku 2021 dokonano wyboru nowego operatora, którym na 6 lat zostanie hiszpańska firma Bike City Global SA w partnerstwie z włoskim producentem rowerów Vaimoo, które poprzez polskiego podwykonawcę Geovelo zarządzać będą systemem ponad 4 tys. rowerów elektrycznych i tradycyjnych w 16 gminach. Termin ponownego uruchomienia systemu określono na wiosnę 2023, pod warunkiem podpisania umowy w styczniu 2022. 21 stycznia 2022 Krajowa Izba Odwoławcza odrzuciła skargę Nextbike Polska na postępowanie przetargowe, w wyniku którego w grudniu 2021 wybrano wykonawcę. Podpisanie umowy z nowym operatorem o wartości 159 mln zł nastąpiło 8 lutego 2022. W dniu 13 września 2023 uruchomiono II Etap w którym oddano rowery do testów zewnętrznych. W trakcie II Etapu istniała możliwość skorzystania z bezpłatnej subskrybcji na nieograniczony czas wypożyczenia rowerów. 

## Nazwa
Nazwa roweru miejskiego Mevo, pochodzi z języka esperanto i oznacza mewę. Zwycięska propozycja ma symbolizować wolność oraz ptaka wspólnego dla całego Trójmiasta, a do tego być międzynarodowa.

## Rower
Model roweru Mevo był stosunkowo ciężki. Posiadał 26-calowe koła i był wyposażony w trzybiegową przekładnię. Z przodu roweru znajdował się koszyk. Na kierownicy i za siodełkiem umieszczone było oświetlenie. Na rowerze zamontowany był również dzwonek. Siodełko posiadało możliwość regulacji. Rower posiadał też centralnie zamontowaną stopkę, która stabilizowała rower podczas postoju. Na tylnym kole zamontowana była blokada o-lock, która uniemożliwiała jego używanie, gdy rower nie był wypożyczony. Po wypożyczeniu odblokowanie można było realizować manualnie.
Rowery miały charakterystyczny stonowany błękitny kolor i jasnoczerwone oznaczenia. Z tyłu roweru znajdował się kod do zeskanowania, instrukcja obsługi i lampka (migająca na czerwono lub na zielono) oznaczająca dostępność roweru.
Rower był dostosowany do osób o wzroście od 150 do 200 cm. i wadze do 120 kg.

## Statystyki
W ciągu pierwszej doby eksploatacji systemu odnotowano ponad 9 tys. wypożyczeń i 21 tys. zarejestrowanych użytkowników (ponad 12 tys. użytkowników i ponad 5 tys. wypożyczeń do północy 26 marca), a do końca 28 marca 2019 ponad 27 tys. wypożyczeń i 34 tys. użytkowników. Każdy rower wypożyczono średnio ponad 20 razy. Przerosło to oczekiwania operatora, który musiał zwiększyć liczbę załóg serwisowych.
Po 1 kwietnia 2019 r. zanotowano ponad 10 tys. wypożyczeń dziennie, a do 4 kwietnia włącznie ogółem 90 tys. wypożyczeń i ponad 60 tys. zarejestrowanych użytkowników.
Od początku funkcjonowania systemu roweru metropolitalnego do końca I dekady kwietnia 2019 odnotowano ponad 135 tys. wypożyczeń. Oznacza to, że w ciągu pierwszych dwóch i pół tygodni funkcjonowania każdy rower został wypożyczony średnio 110 razy. Do 19 kwietnia 2019 r, czyli po trzech i pół tygodniach, liczba ta wzrosła do około 130.
3 maja 2019 w systemie były dostępne zaledwie 704 rowery. Intensywność użytkowania wynosiła średnio 10 wypożyczeń roweru dziennie. Liczba użytkowników osiągnęła 81,5 tys., połowa z nich była zarejestrowana już pięć dni po rozpoczęciu funkcjonowania systemu. Najwięcej, bo niemal 14 tys. osób, wypożyczyło rower 1 kwietnia, później liczba spadała do 4 tys. 21 kwietnia. Od tego dnia liczba wypożyczeń wzrastała, a 7 maja osiągnęła 10 tys. użytkowników. Do dnia 25 maja 2019 zanotowano ogółem 484 tys. wypożyczeń.
W okresie funkcjonowania Roweru MEVO w systemie zarejestrowało się ponad 160 tysięcy użytkowników. Wykonali oni ponad 2 mln przejazdów. Średni dystans pokonany podczas jednego wypożyczenia wynosił 3,96 km.